# آگوستینیا
آگوستینیا به انگلیسی:(Agustinia) دایناسوری سوسمارپا از دورهٔ کرتاسه آغازین در آمریکای جنوبی بود.
این دایناسور مانند بقیه سوسمارپایان شناخته شده، چهارپا و گیاهخوار بود. بررسی‌ها نشان داده که بدن برخی سوسمارپایان زره‌پوش داشته و زره بدن آگوستینیا حتی در میان سوسمارپاها منحصر بفرد بوده‌است.
آگوستینیا یک رشته سیخ و فلس عمودی و پهن بر خط میانی پشت خود داشت که به او ظاهری شبیه به استگوسور می‌داد اما این جانور با استگوسور خویشاوندی ندارد.
به جز در مورد زره آگوستینیا در مورد کالبدشناسی بقیه بدن او اطلاعات کمی یافت شده‌است. از این جانور استخوان یک نازک‌نی به درازای ۸۹۵ میلی‌متر نیز پیدا شده‌است. مقایسه این نازک‌نی با دایناسورهای مرتبط، نشان می‌دهد که طول بدن آگوستینیا احتمالاً ۱۵ متر بوده‌است.